# Rhizedra maxima
Rhizedra maxima là một loài bướm đêm trong họ Noctuidae.